# Poliopastea lamprosoma
Poliopastea lamprosoma là một loài bướm đêm thuộc phân họ Arctiinae, họ Erebidae.